# Бананейрас
Бананейрас (порт. Bananeiras)  —  город и муниципалитет в Бразилии, входит в штат Параиба. Составная часть мезорегиона Сельскохозяйственный район штата Параиба. Входит в экономико-статистический  микрорегион Брежу-Параибану. Население составляет 20 660 человек на 2007 год. Занимает площадь 257,981 км². Плотность населения — 80,7 чел./км².

## История
Город основан 16 октября 1879 года. 

## Статистика
- Валовой внутренний продукт на 2003 год составляет 60 595 034,00 реалов (данные: Бразильский институт географии и статистики).
- Валовой внутренний продукт на душу населения на 2003 год составляет 2848,72 реалов (данные: Бразильский институт географии и статистики).
- Индекс развития человеческого потенциала на 2000 год составляет 0,599 (данные: Программа развития ООН).